# Пфеттисайм
Пфеттисайм (фр. Pfettisheim) — упразднённая коммуна на северо-востоке Франции в регионе Эльзас — Шампань — Арденны — Лотарингия, департамент Нижний Рейн, округ Саверн, кантон Буксвиллер. До марта 2015 года коммуна административно входила в состав упразднённого кантона Трюштерсайм (округ Страсбур-Кампань). Упразднена с 1 января 2016 года и объединена с коммуной Трюштерсайм в коммуну Трюштерсайм.
Площадь коммуны — 4,84 км², население — 787 человек (2006) с тенденцией к стабилизации: 804 человека (2013), плотность населения — 166,1 чел/км².

## Население
Население коммуны в 2011 году составляло 781 человек, в 2012 году — 793 человека, а в 2013-м — 804 человека.
| 1962 | 1968 | 1975 | 1982 | 1990 | 1999 | 2006 | 2008 | 2011 | 2012 | 2013 |
| ---- | ---- | ---- | ---- | ---- | ---- | ---- | ---- | ---- | ---- | ---- |
| 334  | 325  | 441  | 668  | 789  | 752  | 787  | 798  | 781  | 793  | 804  |

Динамика населения:

## Экономика
В 2010 году из 526 человек трудоспособного возраста (от 15 до 64 лет) 385 были экономически активными, 141 — неактивными (показатель активности 73,2 %, в 1999 году — 71,6 %). Из 385 активных трудоспособных жителей работали 370 человек (188 мужчин и 182 женщины), 15 числились безработными (5 мужчин и 10 женщин). Среди 141 трудоспособных неактивных граждан 55 были учениками либо студентами, 63 — пенсионерами, а ещё 23 — были неактивны в силу других причин.

## Известные уроженцы
- Паули, Иоганн — немецкий писатель, драматург, переводчик, францисканский монах, проповедник XVI века.

## Достопримечательности (фотогалерея)
- Здание мэрии
- Церковь
- Интерьер
- Дом приходского священника
- Часовня